# エクトル・アバド・ゴメス
エクトル・アバド・ゴメス（スペイン語: Héctor Abad Gómez、1921年 - 1987年8月25日）は、コロンビア・アンティオキア県ヘリコ出身の医師、大学教授、ジャーナリスト、人権活動家。コロンビア国立公衆衛生学校の創設者。著作家のエクトル・アバド・ファシオリンセは息子。

## 経歴

### 医師として
1921年にアンティオキア県ヘリコに生まれた。アンティオキア大学で医学を学び、アメリカ合衆国のミネソタ大学ツインシティー校で公衆衛生の修士号を取得した。セシリア・ファシオリンセ・ガルシアと結婚し、5人の娘と1人の息子（エクトル・アバド・ファシオリンセ）を儲けた。
1960年代から1970年代にはアンティオキア大学医学部で予防医学の教授を務め、その後は1987年に死去するまで公衆衛生学の教授を務めた。コロンビア国立公衆衛生学校の創設者となり、この学校はエクトル・アバド・ゴメス公衆衛生学校とも呼ばれている。

### 政治活動
政治的には中道左派のコロンビア自由党に所属し、アンティオキア県議会の議員でもあった。フィリピンのマニラで公衆衛生学校の設立に関与したことがあり、インドネシアのジャカルタでも働いた経験がある。アメリカ合衆国のカリフォルニア大学ロサンゼルス校の客員教授も務めた。
1980年代後半のアンティオキア県やコロンビア全土で、特に愛国同盟などの左派過激派に対して民兵組織が犯罪行為を行っていた。アバド・ゴメスはこの民兵組織を非難した後、1987年にメデジンで暗殺された。

### 死後
息子で著作家のエクトル・アバド・ファシオリンセは、アバド・ゴメスの暗殺から19年後の2006年にアバド・ゴメスに関する回顧録『Oblivion: A Memoir』を著した。ペルーのノーベル文学賞作家であるマリオ・バルガス・リョサはこの回顧録について「近年で最高の読書体験」と評価した。
2020年にはアバド・ゴメスの生涯を題材とした映画『あなたと過ごした日に』が公開された。監督はスペイン人のフェルナンド・トルエバであり、やはりスペイン人のハビエル・カマラがアバド・ゴメスを演じている。この作品は2020年のアカデミー国際長編映画賞コロンビア代表作品に選出され、同年のカンヌ国際映画祭に正式出品されたほか、2021年のゴヤ賞最優秀イベロアメリカ映画賞を受賞した。